# Baijiantan
Baijiantan, även känt som Jerenbulaq, är ett stadsdistrikt i Karamay i Xinjiang-regionen i nordvästra Kina. Det ligger omkring 270 kilometer nordväst om regionhuvudstaden Ürümqi. 